# Armeniens U/18-fodboldlandshold
Armeniens U/-18 fodboldlandshold er det nationale fodboldhold i Armenien for spillere under 18 år, og landsholdet bliver administreret af Հայաստանի Ֆուտբոլի Ֆեդերացիա.
| Fodbold | Spire Denne artikel om fodbold er en spire som bør udbygges. Du er velkommen til at hjælpe Wikipedia ved at udvide den. |